# Zlatý míč 1972
Zlatý míč, cenu pro nejlepšího fotbalistu Evropy dle mezinárodního panelu sportovních novinářů, v roce 1972 získal německý fotbalista Franz Beckenbauer. Šlo o sedmnáctý ročník ankety, organizoval ho časopis France Football a výsledky určili sportovní publicisté z 25 zemí Evropy.

## Pořadí
| Pořadí | Hráč                 | Reprezentace    | Kluby                    | Body |
| ------ | -------------------- | --------------- | ------------------------ | ---- |
| 1      | Franz Beckenbauer    | Západní Německo | Bayern Mnichov           | 81   |
| 2      | Gerd Müller          | Západní Německo | Bayern Mnichov           | 79   |
|        | Günter Netzer        | Západní Německo | Borussia Mönchengladbach | 79   |
| 4      | Johan Cruijff        | Nizozemsko      | Ajax Amsterdam           | 73   |
| 5      | Piet Keizer          | Nizozemsko      | Ajax Amsterdam           | 13   |
| 6      | Kazimierz Deyna      | Polsko          | Legia Varšava            | 6    |
| 7      | Włodzimierz Lubański | Polsko          | Górnik Zabrze            | 4    |
|        | Gordon Banks         | Anglie          | Stoke City               | 4    |
|        | Barry Hulshoff       | Nizozemsko      | Ajax Amsterdam           | 4    |
|        | Bobby Moore          | Anglie          | West Ham United          | 4    |
| 11     | Christo Bonev        | Bulharsko       | Lokomotiv Plovdiv        | 3    |
|        | Murtaz Churcilava    | SSSR            | Dinamo Tbilisi           | 3    |
|        | Gerrie Mühren        | Nizozemsko      | Ajax Amsterdam           | 3    |
|        | Paul Van Himst       | Belgie          | Anderlecht Brusel        | 3    |
| 15     | Antal Dunai          | Maďarsko        | Újpest FC                | 2    |
|        | Eusébio              | Portugalsko     | Benfica Lisabon          | 2    |
|        | Sandro Mazzola       | Itálie          | Inter Milano             | 2    |
| 18     | Amancio Amaro        | Španělsko       | Real Madrid              | 1    |
|        | Paul Breitner        | Západní Německo | Bayern Mnichov           | 1    |
|        | Giorgio Chinaglia    | Itálie          | Lazio Řím                | 1    |
|        | Dragan Džajić        | Jugoslávie      | CZ Bělehrad              | 1    |
|        | Johnny Giles         | Irsko           | Leeds United             | 1    |
|        | John Greig           | Skotsko         | Glasgow Rangers          | 1    |
|        | Johan Neeskens       | Nizozemsko      | Ajax Amsterdam           | 1    |
|        | Gianni Rivera        | Itálie          | AC Milan                 | 1    |
|        | Jevhen Rudakov       | SSSR            | Dynamo Kyjev             | 1    |
|        | Marius Trésor        | Francie         | Olympique Marseille      | 1    |